# Владавич, Адмир
Адмир Владавия (босн. Admir Vladavić; 29 июня 1982, Любине, СФРЮ) — боснийский футболист, полузащитник. Экс-игрок сборной Боснии и Герцеговины.

## Клубная карьера
Его карьера началась в небольшом клубе «Искра» (Столац), который состоял в основном из беженцев из Столаца, которые жили в Мостаре во время боснийской войны. Его заметили клуб «Вележ» (Мостар), и вскоре он подписал контракт. Хотя он был одним из самых молодых игроков команды, он стал одним из игроков основы. Его скорость и хорошие технические возможности сделали его интересным для других боснийских клубов. Поскольку «Вележ» играл во втором дивизионе в то время, амбиции Владавича были намного больше, и он решил покинуть клуб.